# Nipponorthezinella guadalcanalia
Nipponorthezinella guadalcanalia är en insektsart som först beskrevs av Morrison 1952.  Nipponorthezinella guadalcanalia ingår i släktet Nipponorthezinella och familjen vaxsköldlöss. Inga underarter finns listade i Catalogue of Life.